# Francisco de Gurruchaga
Francisco Bruno de Gurruchaga y Fernández Pedroso (Salta, 7 de diciembre de 1766 - 20 de septiembre de 1846) fue un político y militar argentino, partidario de la Revolución de Mayo, miembro de la Junta Grande de gobierno de su país y participante en la conformación política argentina.

## Orígenes y genealogía
Nació en Salta el 7 de diciembre de 1766 en el seno de una de las familias más ricas del virreinato. Hijo de Pedro Antonio de Gurruchaga y Aizaga, noble vasco, militar y rico comerciante y de Manuela Fernández Pedroso y Aguirre, descendiente de primeros pobladores como Bartolomé Valero.
Su padre fue el general español Pedro Antonio de Gurruchaga y Aizaga quien nació el 27 de junio de 1739 en la villa de Anzuola, en el partido judicial de Vergara, provincia de Guipúzcoa en España, y murió el 30 de enero de 1805 en San Pedro de Atacama, y su madre Manuela Fernández Pedroso y Aguirre nacida el 9 de abril de 1740 en Salta y fallecida el 12 de julio de 1806 en la misma provincia. Manuela y Pedro Antonio habían contraído matrimonio el 10 de febrero de 1763 en Salta en la Iglesia Matriz.
Por parte de su madre era descendiente de Francisco de Aguirre fundador de La Serena en Chile y de la ciudad de Santiago del Estero en Argentina. Fue lugarteniente de Pedro de Valdivia y uno de los candidatos a gobernador de Chile a la muerte de este.

## Estancia en España
A la edad de ocho años fue llevado por su padre a España, junto a su hermano José, donde ingresaría en el Seminario de Nobles de Madrid para realizar sus estudios. Años después egresaría de la Universidad de Granada con el título de Bachiller en Derecho y Jurisprudencia.
Estuvo, junto a su hermano a cargo de la filial de Cádiz del comercio de su padre que era en ese entonces uno de los más prósperos y ricos del Virreinato del Río de la Plata. También estuvo a cargo del Gabinete de Correo del Rey, cargo de gran importancia que le abrían los salones de la Corte también le permitía recorrer la Península con toda clase de franquicias, siendo junto con el coronel Moldes su amigo inseparable, famosos en ella por su elegancia y gracia, así como por su comportamiento valeroso.
En 1805 luchó en la Batalla de Trafalgar como teniente de fragata en el navío La Trinidad al mando del brigadier de Mar Baltasar Hidalgo de Cisneros, el mismo que luego fuera virrey del Río de la Plata.
Cuando, en 1807, Napoleón Bonaparte invadió España, Gurruchaga y otros patriotas entre los que se encontraban el futuro coronel José Moldes, su hermano José de Gurruchaga, Simón Bolívar, José de San Martín, José Matías Zapiola, Juan Martín de Pueyrredón y otros, temerosos de que los franceses se apoderaran también de las colonias americanas en virtud de la delegación del poder real que hiciera el rey Carlos IV a su hijo Fernando VII, y éste a José Bonaparte, hermano del emperador francés, formaron una agrupación secreta con la idea de independizar a sus patrias.
Cuando se descubrió la presencia de Miranda en España, tuvo que huir repentinamente. Gurruchaga y Moldes fueron señalados como autores materiales de la conspiración y fueron encarcelados junto a Pueyrredón. A base de dinero y argucias, sobornaron a los guardias y pudieron preparar la fuga haciéndose pasar Gurruchaga por "cochero" junto a Moldes y escondiendo a Pueyrredón dentro de una calesa. Gracias a esta hazaña pudieron embarcarse en la fragata Castillo que arribó a Buenos Aires el 7 de enero de 1809. Pueyrredón no logró pasar a Buenos Aires, ya que fue apresado en Montevideo.

## Revolución de Mayo
Es así que en 1809 arriban a Buenos Aires, partiendo de inmediato al norte con el propósito de expandir la doctrina independentista que durante esos años se había estado desarrollando.
Fue el primer diputado por la Provincia de Salta a la Junta Grande, que se conformó a fines 1810.
En 1811, siendo vocal de Marina le es encargado armar la primera escuadra de guerra. En ese momento el país estaba pasando una apremiante situación económica y el erario deprimido por los gastos de las campañas militares. Es así como Francisco de Gurruchaga, con su propia fortuna logra formar la primera escuadra naval, que sería dirigida por Juan Bautista Azopardo.
Los buques fueron bautizados "con intención": Invencible, 25 de Mayo y América, como queriendo designar la consigna patriótica de que la causa americana sería invencible a partir del 25 de mayo de 1810.
Esta escuadra es arrasada por las fuerzas españolas, siendo Azopardo tomado prisionero, padeciendo nueve años de cautiverio en España. Gurruchaga se presentó y dijo "Vengo a ofrecer otra escuadra" logrando siete barcos más. Los más importantes fueron el bergantín Hiena, la sumaca Santo Domingo y la goleta Nuestra Señora del Carmen, siendo sus capitanes Tomás Taylor, Hipólito Bouchard y Ángel Hubac, franceses los dos últimos.

## En Salta
Ya en Salta, Gurruchaga y su hermano José, también precursor de la independencia argentina, quien fuera el esposo de la Capitana Honoraria del Ejército, nombrada por el general Belgrano, Martina Silva de Gurruchaga, fueron los principales donantes de todo tipo de telas, caballos, ganado, etc. para los gauchos de Güemes.
Distribuyó 5.000 pesos de su fortuna entre los vencedores de la Batalla de Tucumán, a fines de 1812. Financió con gran parte de su propia hacienda y administró los asuntos financieros del ejército de Manuel Belgrano. Fue en este aspecto, tan desprendido que no dudó en mantener durante 33 años de su bolsillo al correo de Salta, pagando a su costa los sueldos y demás erogaciones propias de esa entidad, sin que jamás se le devolviera un solo centavo.
Fue elegido para formar parte de la Asamblea Constituyente de 1813, pero no se llegó a incorporar a la misma.
Entre 1817 y 1818, es enviado en misión secreta a Chile, y en ese mismo año el 21 de octubre de 1818 contrae matrimonio con Águeda Guerrero y de la Rosa, siendo sus padrinos Francisco Narciso de Laprida y María del Tránsito de Oro.

## Últimos años
En 1831, siendo diputado de la Sala de Representantes de Salta, es comisionado junto al Coronel Alejandro Heredia para firmar la paz con el caudillo riojano Facundo Quiroga, llevándose a cabo el 2 de diciembre de 1831.
Desde 1813 a 1846 momento de su muerte, estuvo a cargo de la administración de correos de Salta, llegando al extremo de mantener de su propio peculio todos los gastos, sueldos, etc., durante todos esos años. Su muerte se produjo sumido en una extrema pobreza casi al borde de la mendicidad, pero como no tendría herencia que dejar a sus hijos, Gurruchaga decía "Les dejo la mejor herencia, la Patria libre". Fueron sus hijos Concepción Gurruchaga (1822-1893), Isaac Gurruchaga (1825-1888, casado con la sobrina de Martín Miguel de Güemes, Amalia Güemes), Elías Gurruchaga y Fermina.
Villegas dijo de él a Basavilbaso: 

"La vida del patricio terminaba. Había alcanzado los 80 años. Acaso la visión hazañosa del pretérito distrajese sus atardeceres, cuando la sombra gloriosa de los héroes de la tierra amada viniesen a acompañarle: Güemes, Moldes, Arenales, Gorriti... ¡Cuán largo es el camino recorrido! Antes de que la muerte le rondara, ya su memoria fugó de su animoso espíritu. Y entró en el más allá en el último día de la primavera de 1847 (db. 1846)."

Murió el 20 de septiembre de 1846. Fue sepultado gracias a la caridad de sus amigos que pagaron su entierro, al pie de la Virgen del Rosario en la basílica y convento de San Francisco de la ciudad de Salta. Una proa de combate recuerda al creador de la primera fuerza naval argentina. Hoy día una avenida de su ciudad natal y una calle de la ciudad de Buenos Aires llevan su nombre.